# Izsák (Ábrahám fia)
Izsák (héberül: יִצְחָק Yitzchak; jiddisül: יצחק Jickhok, Standard héber modern kiejtés Yiẓḥaq, tibériai kiejtéssel Yiṣḥāq; arabul: إسحٰق vagy إسحاق ʾIsḥāq; "nevetni fog") A héber Biblia leírása szerint Ábrahám és Sára egyetlen gyermeke, Ézsau és Jákob apja. A zsidó nép három pátriárkájának egyike volt. Mózes első könyve szerint Ábrahám Izsák születésekor 100 éves volt. Izsák 180 éves korában halt meg, így ő élt legtovább a patriarchák közül. Szintén ő volt az egyetlen, kinek a neve nem változott meg, és az egyetlen, aki nem hagyta el Kánaánt. (Bár egyszer megpróbálta, Isten azt mondta neki, ne tegye.) Mivel életében viszonylag kevés konfliktus történt, élete Ábráméhoz és Jákobéhoz hasonlítva kevésbé színes.
Az Újszövetség számtalan alkalommal hivatkozik Izsákra. A korai keresztény egyház azt, hogy Ábrahám felajánlotta Izsákot – hogy ezzel kövesse Isten akaratát – a hit és az engedelmesség példaképének tekintette.
A muzulmánok Ishaakot prófétájukként tisztelik. Izsák néhány gyermeke szerepel a Koránban. A Korán Izsákot becsületes embernek, Isten szolgájának, az izraeliták apjának tekinti. Azonban ez az álláspont az utóbbi évszázadokban nem talál támogatókat a muzulmán hittudósok körében.
Több tudományos kutató Izsákot legendás szereplőnek tekinti, míg mások szerint történelmi személyként, félnomád vezetőként egymagában megtestesíti a törzsi történelmet.

## A név etimológiája és jelentése
A magyar Izsák név a héber Yiṣḥāq átírt alakja, melynek szó szerinti jelentése "Isten mosolyoghat." A név leginkább egy olyan északnyugati sémi nyelv szabályainak felel meg, melyet más tájakon nem beszélnek. Az i.e. XIII. századból származó ugari nyelven írt szövegek utalnak a kánaánita istenségének, Elnek a jóindulatú mosolyára. A Teremtés könyve azonban nem Elnek, hanem Izsák édesanyjának, Sárának tulajdonítja a mosolyt. A bibliai elbeszélés szerint Sára, mikor Elohiot Ábrámhoz a születés hírével elküldte, magában nevetett. Sára azért nevetett, mert már túl volt azon a koron, mikor áldott állapotba kerülhet, valamint már ő is és Ábrám is túl volt az életük javán.

## Bibliai beszámoló

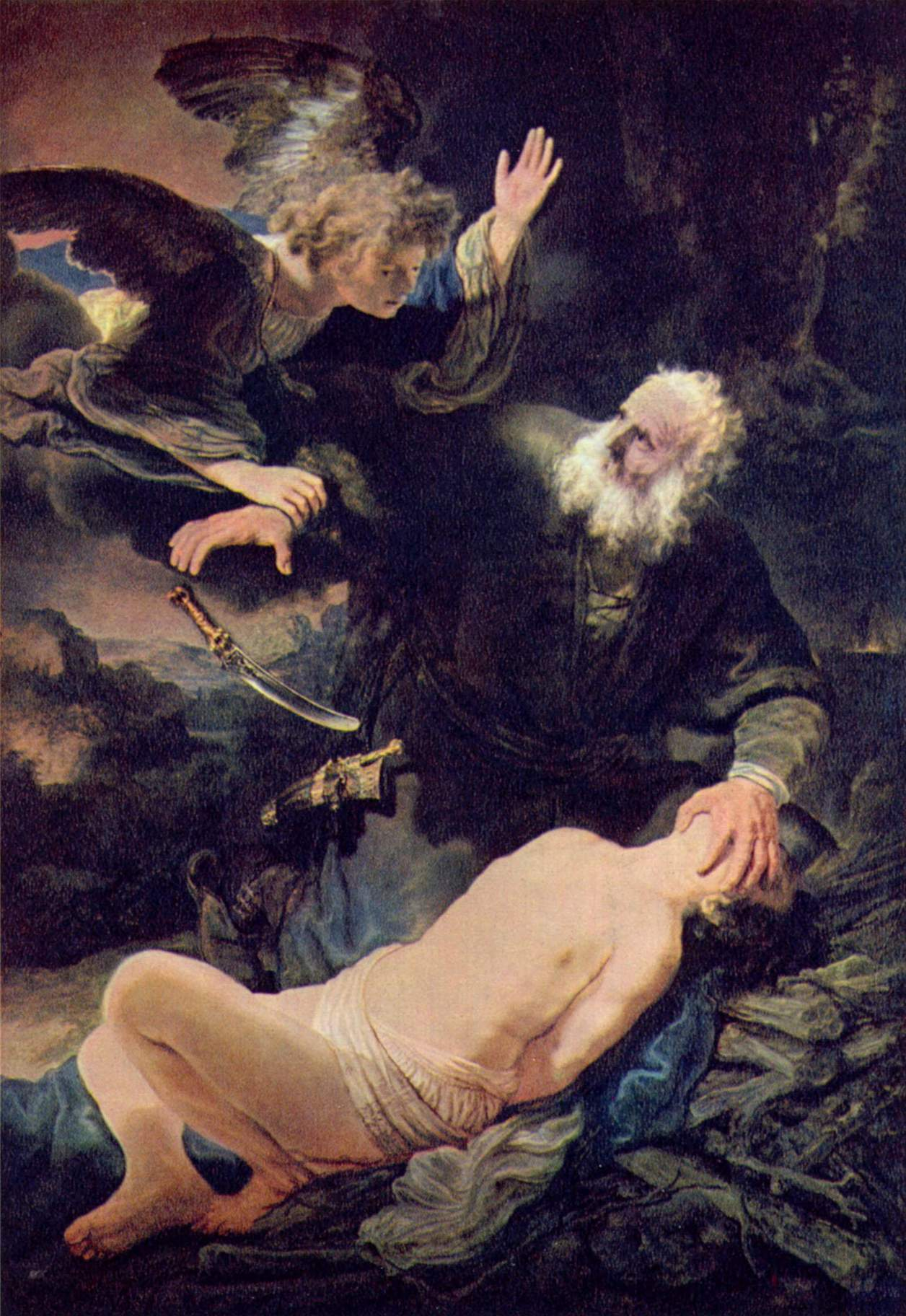
Az angyalok megjelenése, mikor Ábrahám fel akarja áldozni Izsákot.(Rembrandt)

A történet szerint Isten Izsákot Ábrahám egyetlen gyermekének nevezte. (Gen. 22:12, Gen. 22:16, cf. Heb. 11:17), de Ábrahámnak rajta kívül volt még Izmáel és rajta kívül hat további gyermeke. A héber bibliában az „Ábrahám, Izsák, és Jákob” kifejezés különböző változatokban összesen 23 alkalommal fordul elő. Izsákról az első jövendölés a Gen. 12:7 versben, születése a Gen.21:2-ben, halála pedig a Gen. 35:29-ben szerepel, s a Gen. 50:24-ben megemlékeznek róla. A dokumentarista felfogás szerint Isten neveinek használata jelzi, melyik résznek ki a szerzője, és a formai jellemzők szakaszonként eltérnek. Így például a Gen. 26:6–11 jahvista forrásnak tűnik, míg a Gen. 20:1–7, a Gen. 21:1–22:14 és a Gen. 22:19 elóhista forrásnak tűnik. A forrásalapú megközelítés azonban problémákba ütközik; "Jahveh" neve szerepel az elóhista forrásban is. A kompilációs elmélet szerint a toledoth (generációk) szó használata arra utal, hogy a Gen. 11:27–25:19 Izsák Ábrahám halála környékén készített feljegyzése, míg a Gen. 25:19–37:2 Jákob Izsák halála környékén készített jegyzete.
Mikor már Sára túl volt a gyermekvárást lehetővé tevő koron, Isten azt mondta Ábrahámnak s Sárának, hogy még mindig lehet gyermekük. Ezen Sára egyedüllétében nevetett. (Gen. 18:10–12). Mikor Izsák megszületett, Ábrahám már 100 éves volt. Ábrahám a fiút nyolc napos korában körülmetélte. (Gen 21:1–5). Izsák Sára első és egyetlen gyermeke volt, de Ábrahámnak már volt egy fia, Izmael. Őt 13 évvel korábban Sára szolgálólánya, Hágár hozta a világra. Gen 16:15). Mikor Izsákot már nem kellett szoptatni, Sára látta, hogy Izsák Ismáelt utánozza. Felszólította férjét, Ábrahámot, hogy Hágárt és Izmaelt száműzze a háztól, s így Izsák lesz Ábrahám egyetlen örököse. Ábrahám hezitált, de Isten parancsára teljesítette felesége kérését. (Gen. 21:8–12).
Később Isten úgy tette próbára Ábrahámot, hogy megparancsolta neki, áldozza fel a fiát. Ábrahám engedelmeskedett, és Izsákot felvitte a Moriah hegyre.. Izsák szó nélkül engedte apjának, hogy megkötözze és áldozatként az oltárra fektesse. Ábrahám megfogta a kést, felemelte, hogy megölje fiát, és az utolsó pillanatban. az Úr megakadályozta, hogy ezt tegye. Izsák helyett Ábrahám egy a közeli bozótosban futó kost áldozott fel. (Az iszlám szerint a bibliai elbeszélés nem helyes, s ezek az események Izmáellel történtek meg.)
Mikor Izsák 40 éves lett, Ábrahám Eliezer szolgáját Mezopotámiába küldte, hogy találjon unokatestvérének, Bethuel családjából fiának feleséget. Eliezer Rebekát választotta. Több évnyi házasság után Rebeka még mindig nem adott életet új gyermeknek, és úgy gondolták, meddő. Izsák imádkozott érte, s Rebeka megfogant. (Gen. 25:20–21). Két gyermeket szült, Ézsaut és Jákobot. Izsák 60 éves volt, mikor két fia megszületett. (Gen. 25:24–26). Izsák Ézsaut, Rebeka Jákobot kedvelte.
Mikor Ábrahám egyre gazdagabb lett, fia végig vele maradt. Apja halálakor ő 75 éves volt. Ábrahámhoz hasonlóan Izsák is megtévesztette Abiméleket saját feleségét illetően. Izsák úgy jutott jövedelemhez, hogy kutakat ásott, a dugulásokat megszüntette azoknál a kutaknál, melyeket édesapja ásott, s melyeket a filiszteusok elállítottak. Izsák Beershebánál látta Istent, és itt békét kötött Abimélekkel.
Izsák megöregedett és megvakult. Magához hívatta fiát, Ézsaut, és megkérte, hogy az áldásáért szerezzen neki őzhúst. Miközben Ézsau vadászott, Jákob vak apja előtt megtévesztő módon Ézsaunak adta ki magát, s így megkapta apja áldását. Ennek következtében Jákob lett Izsák első örököse, így Ézsaunak már csak rosszabb hely maradt a rangsorban. Izsák Jákobot Mezopotámiába küldte, hogy szerezzen magának feleséget. Miután ott Lábánnál húsz évet dolgozott, hazatért, és Ézsauval együtt apjukat ott temették el, ahol ő 180 éves korában meghalt. (Gen. 35:28–29).

## Zsidó hagyományok

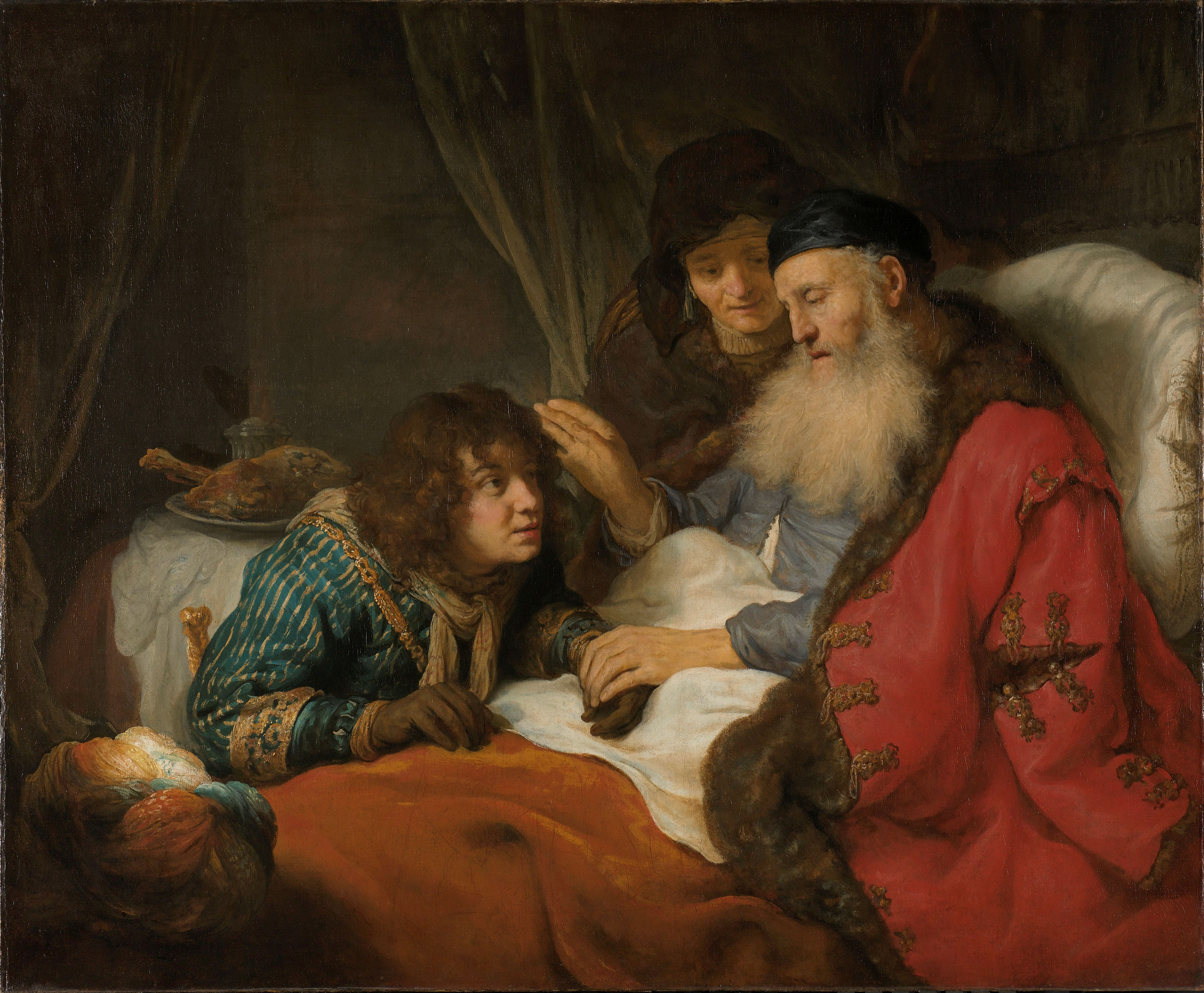
Izsák megáldja Jákobot, Govert Flinck festménye.

A rabbinikus hagyományok szerint Izsákot 37 évesen ajánlotta fel Ábrahám Istennek, mely ellentmond annak az általános ábrázolásmódnak mely szerint Izsák ekkor még gyermek volt. A rabbik arra is gondoltak, hogy Sára halálának oka Izsák feláldozásának a szándéka volt. A későbbi zsidó hagyományokban Izsák feláldozását Isten iránti hála jeleként értelmezték. A bibliai időket követő zsidó megjelenítések gyakran csökkentik Izsák szerepét, és leginkább Ábrahám cselekedetére, Izsák feláldozására, koncentrálnak. Az egyik ilyen verzió szerint Izsák a feláldozás során meghalt, majd feltámadt. A haggada számos bejegyzése a Bibliától eltérően a Sátán tette próbára Izsákot, és nem Isten. Izsáknak az az elképzelése, hogy élete árán is követi az Úr akaratát, számos zsidónak például szolgált, akik a zsidó törvények megsértése miatt vállalták a vértanúságot.
A zsidó hagyományok szerint Izsák hozta létre a délutáni imádkozást. A hagyomány alapja a Genesis 24:63 ("És kiméne Izsák este felé elmélkedni a mezőre").
Izsák volt az egyetlen pátriárka, ki egész életében Kánaánban maradt, és bár egyszer megpróbálta elhagyni ezt a területet, Isten rászólt, hogy ne tegye meg. (Genesis 26:2). A rabbinikus hagyomány úgy magyarázza ezt az eseményt, hogy Izsákot majdnem feláldozták, s semmilyen, áldozatnak felajánlott test nem hagyhatja el Izrael földjét. A bibliai patriarchák közül Izsák élt a legtovább, és ő az egyetlen patriarcha, kinek a neve változatlan maradt.
A rabbinikus irodalom összekapcsolja azt, hogy Izsák 40 éves korában megvakult, azzal, hogy fel akarták áldozni. Izsák szemei azért vakultak meg, mert a feláldozásánál ott lévő angyalok könnyei Izsák szemébe hullottak.

## Újszövetség
Az Újszövetségben úgy jelenik meg Izsák, mind akit apja a többi fiú áldásáért felajánlott. Pál ellentétbe állítja Izsákot, a keresztény szabadság példaképét Izmáellel, aki a rabszolgaságot szimbolizálja.(Gal. 4:21–31); Hágárt a sínai szövetséghez, míg Sárát ahhoz a szövetséghez hasonlította, melybe fia belépett. János 2:21–24 szerint Izsák feláldozása arra mutat példát, hogy az igazságosság eléréséhez hit és munka is szükséges.
A korai keresztény egyház tanításai szerint az, hogy Ábrahám Isten akaratát követve fel akarta áldozni Izsákot, a hit (Heb. 11:17) és az engedelmesség (János 2:21) példája. A Heb.11:19 Izsáknak a feláldozástól való megmenekülését Jézus feltámadásával hasonlítja össze. Izsák feláldozásának a gondolata Jézus keresztre feszítésének az előhírnöke volt.

## Iszlám
Ishaq (Izsák) az iszlám egyik prófétája, ki a Korán számos részében szerepel. Számos más héber prófétához hasonlóan a koránban Izsákra található utalások azt feltételezik, hogy a hallgatóság, az olvasóközönség tisztában van személyével és történetével. A Koránban kevés esemény olvasható az életéből.
A Korán felidézi, hogy Izsákot akkor kapta Sára ajándékba, mikor mind ő, mind pedig férje idős volt már. Isten Ábrahámmal tudatta az örömhírt, a próféta, az Igazak egyikének megszületését. Ábrahám ekkor Lót házában vendégeskedett. Sáráról itt is megemlítik, hogy az örömhír hallatán elkezdett magában nevetni.
A Korán számos más verse is megemlíti, hogy Isten Izsákot és Jákobot Ábrahámnak, küldte, és azt mondja, hogy Isten "jövendölést mondott, mely szerint leszármazottai közül kerül ki az, kinél a Könyv lesz." Az "Ábrahámot, Izsákot és Jákobot adta" kifejezés arra akar utalni egyes tudósok szerint, hogy Jákobot Ábrahám fiának, s nem unokájának tekintették. A Korán több helyen összekapcsolja Izsákot és Jákobot. "Ábrám imádkozott Istenhez, hogy adjon neki két gyermeket, bár már idős volt." Más esetekben Izsák neve listákban szerepel. Izsákot még megemlítik a tizenkét asbat (törzs) mellett is, akik az Izsáktól született Jákob leszármazottai.

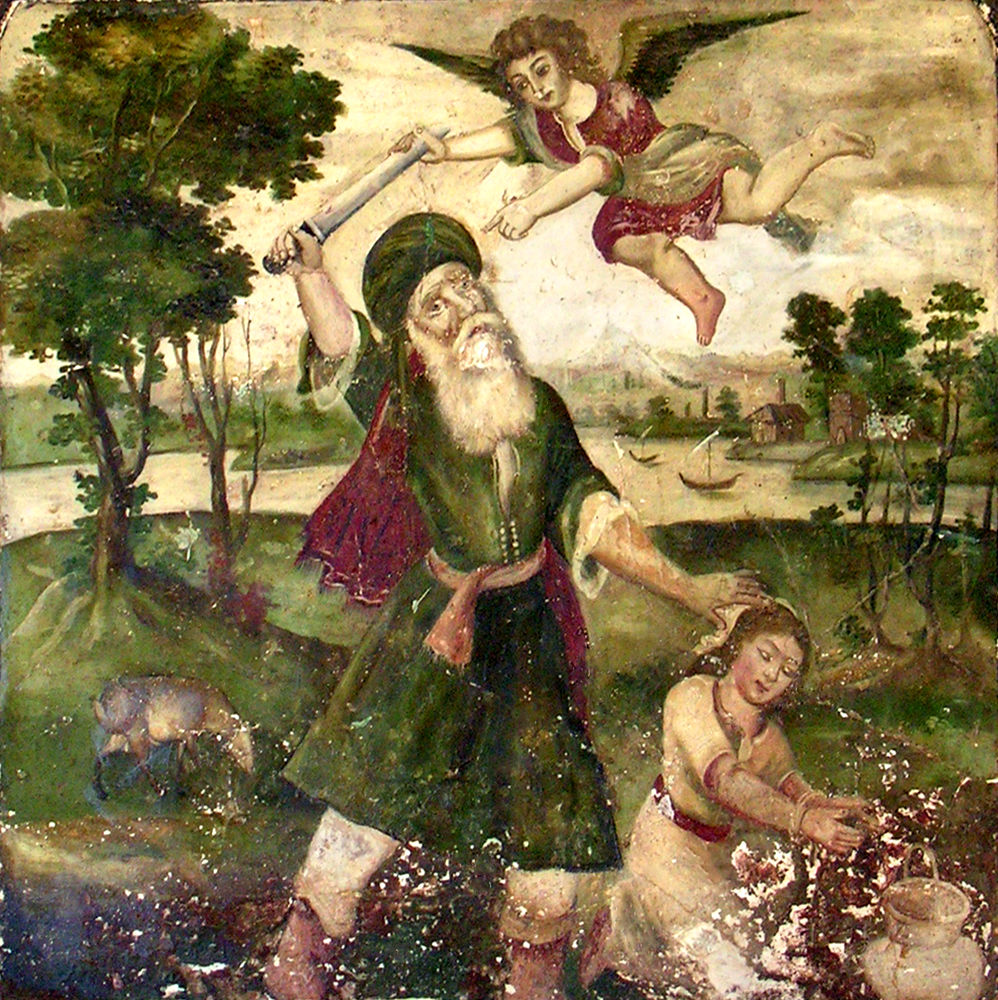
Freskókép Ibrahimmal, amint éppen fel akarja áldozni fiát.

A korán állítása szerint Ábrahámot arra utasították, hogy áldozza fel gyermekét. Azonban a gyermek neve nem szerepel a Koránban. A muzulmán vallás kezdetekor viták támadtak arról, ki ez a gyermek. A muzulmán tudósok végül Izmáelben állapodtak meg. Azoknak a tudósoknak – legismertebbek Kutajba és al-Tabari– kik szerint Izmáel helyett Izsákról van itt szó, az az álláspontja, hogy Isten Ábrahámban és Izsákban mutatta ki leginkább irgalmát. Ezzel arra utalnak, hogy Ábrahámot barátjává fogadta, s megmentette az égő bokortól, valamint hogy megmentette Izsákot. A másik oldal álláspontja szerint az a Sárának tett ígéret, melyben egy fiúról és egy unokáról (Jákobról) volt szó, kizárja annak lehetőségét, hogy Izsák idő előtt meghaljon. A korai viták sokkal inkább a perzsákkal semmint a zsidókkal volt kapcsolatban, mivel a perzsák magukat Izsák leszármazottainak tekintették. Például Al-Masudi beszámol egy olyan perzsa költőről, aki szerint felsőbbrendűek, mint az arabok, mert a perzsák Izsák leszármazottai.

## Tudományos álláspont
Több tudós szerint Izsák legendás alak, míg mások szerint a törzsi történelem egyszemélyes megtestesítője.
A liberális nyugati tudomány álláspontja szerint a többi, a Teremtés könyvében olvasható történethez hasonlóan Izsák történeteinek is a korai héber nomád pásztorok tapasztalatai szóbeli elbeszélésekben és hagyományokban találhatóak meg a forrásaik. ÍA konzervatív nyugati tudomány úgy gondolja, Izsák, és a többi, a Teremtés könyvében szereplő személy történetei kitaláltak. A The Cambridge Companion to the Bible a következő megjegyzést fűzi a patriarchák bibliai történeteihez::
Tehát az összes történet valamiféle távolságot tart attól a világtól s attól a kortól, melyben az ez az irodalmi növekedés és összeillőség származik. A későbbi idők politikai valóságára adnak választ. Számos beszámoló foglalkozik elődökkel, s azokkal a népekkel, melyek a történet lejegyzésének elkezdésekor hatással voltak Izrael politikai életére. Lót a Jordánon túli Ammon és Moáb (terület) népeit, míg Izmáel azokat a nomád népeket testesíti meg, akik valójában Arábia északi részén, az Újszövetségben viszont a Negevben éltek. Ézsau Edomot (36:1), Lábán pedig az Izraerltől északra elterülő arámi államokat jelképezi. Állandóan jelen lévő téma Kánaán őslakossága és a betelepülők közötti ellentét.”
Martin Noth, a héber Biblia egyik kutatója szerint Izsák története a nyugat-jordániai Jákobénál régebbi kulturális korszakba nyúlik vissza. Ekkoriban az izraelita törzsek még nem telepedtek le. Miközben legelőt kerestek, Palesztina déli részén a már letelepedett népekkel kapcsolatba kerültek. A. Jopsen bibliai történetekkel foglalkozó tudós szerint az Izsák körüli történetek és az északli hagyományok között kapcsolat mutatható ki. Ezt Ámos könyvének 7:9 részével támasztja alá. ("Izsáknak magaslatai,").
Albrecht Alt és Martin Noth úgy gondolja, hogy "Izsák személye akkor vált fontossá, mikor az Isten népének előzőleg tett ígéret fontossága megnőtt, és beépült az izraelita hitvallásba. Erre akkor került sor, mikor Palesztina déli részén elterjedtek a Tórában leírt hagyományok. Martin Noth szerint a Tóra hagyományainak dél-palesztin terjedése idején vált Izsák az egyik bibliai patriarchává, de Ábrahám hírnevének emelkedésével az övé csökkent.

## Testamentum
Izsák testamentuma egy álcímen kiadott, eredetileg valószínűleg Egyiptomban görögül megírt i.e. 1000 környékén megírt irat. Ez Ábrahám testamentumának a folytatása. Ebben a végakaratban Isten Mihály arkangyalt elküldi Izsákhoz, hogy az tájékoztassa a földit a hamarosan bekövetkező halálról. Izsák elfogadja Isten döntését, de Jákob ellenáll. Izsák saját hálószobájában a halál elkerülhetetlenségéről beszél Jákobnak. A haldokló halálát kevéssel megelőzően egy olyan utazáson vesz részt, melynek során meglátogatja a mennyet és a poklot is. Az út azt húzza alá, hogy Isten megszánja a megtérő bűnösöket. Ebben a testamentumban Izsák beszél a papságról, az aszketizmusról és az erkölcsös életről.

## A művészetben
Az Izsákról készült legrégebbi ábrázolást egy római katakomba freskóján találták meg. A részleteket leszámítva Alison Moore Smith ezeket a művészeti alkotásokat három csoportba sorolja:
"Ábrahám Isákot vezeti, s közben rőzsét visz az oltár felé; vagy Izsák közeledik vesszőkkel a kezében, és Ádám felhelyezi az áldozás helyére.... Ábrahám egy talpazaton áll, Izsák pedig mellette .... Ábrahám éppen próbálja feláldozni Izsákot, aki az oltár mellett áll vagy térdel. Néhány helyen Ábrahám Izsákot a hajánál fogja. Néha egy kos is szerepel a festményen, az utóbbi idők festményein pedig a magasból Isten keze nyúl ki. "

## Családfa
Izsák családfája az Ószövetség alapján:
|      |      |          |          |          |          |          |          |         |         |                |                |                               |                               |                               |                               | Terah (Táré)                  |                               |       |       |       |       |                                              |                                              |                                              |                                              |                                              |                                              |  |  |           |           |           |           |           |           |       |       |              |              |              |              |              |              |          |          |                  |                  |                  |                  |                  |                  |           |           |         |         |  |  |  |  |  |  |  |  |  |  |  |  |  |  |  |  |  |  |  |  |  |  |  |  |  |  |  |  |  |  |  |  |
|      |      |          |          |          |          |          |          |         |         |                |                |                               |                               |                               |                               |                               |                               |       |       |       |       |                                              |                                              |                                              |                                              |                                              |                                              |  |  |           |           |           |           |           |           |       |       |              |              |              |              |              |              |          |          |                  |                  |                  |                  |                  |                  |           |           |         |         |  |  |  |  |  |  |  |  |  |  |  |  |  |  |  |  |  |  |  |  |  |  |  |  |  |  |  |  |  |  |  |  |
|      |      |          |          |          |          |          |          |         |         |                |                |                               |                               |                               |                               |                               |                               |       |       |       |       |                                              |                                              |                                              |                                              |                                              |                                              |  |  |           |           |           |           |           |           |       |       |              |              |              |              |              |              |          |          |                  |                  |                  |                  |                  |                  |           |           |         |         |  |  |  |  |  |  |  |  |  |  |  |  |  |  |  |  |  |  |  |  |  |  |  |  |  |  |  |  |  |  |  |  |
| Sára | Sára | Sára     | Sára     | Sára     | Sára     |          |          | Ábrahám | Ábrahám | Ábrahám        | Ábrahám        | Ábrahám                       | Ábrahám                       |                               |                               | Hágár                         | Hágár                         | Hágár | Hágár | Hágár | Hágár |                                              |                                              |                                              |                                              |                                              |                                              |  |  |           |           |           |           |           |           |       |       |              |              |              |              | Hárán        | Hárán        | Hárán    | Hárán    | Hárán            | Hárán            |                  |                  |                  |                  |           |           |         |         |  |  |  |  |  |  |  |  |  |  |  |  |  |  |  |  |  |  |  |  |  |  |  |  |  |  |  |  |  |  |  |  |
| Sára | Sára | Sára     | Sára     | Sára     | Sára     |          |          | Ábrahám | Ábrahám | Ábrahám        | Ábrahám        | Ábrahám                       | Ábrahám                       |                               |                               | Hágár                         | Hágár                         | Hágár | Hágár | Hágár | Hágár |                                              |                                              |                                              |                                              |                                              |                                              |  |  |           |           |           |           |           |           |       |       |              |              |              |              | Hárán        | Hárán        | Hárán    | Hárán    | Hárán            | Hárán            |                  |                  |                  |                  |           |           |         |         |  |  |  |  |  |  |  |  |  |  |  |  |  |  |  |  |  |  |  |  |  |  |  |  |  |  |  |  |  |  |  |  |
|      |      |          |          |          |          |          |          |         |         |                |                |                               |                               |                               |                               |                               |                               |       |       |       |       |                                              |                                              | Náhor                                        |                                              |                                              |                                              |  |  |           |           |           |           |           |           |       |       |              |              |              |              |              |              |          |          |                  |                  |                  |                  |                  |                  |           |           |         |         |  |  |  |  |  |  |  |  |  |  |  |  |  |  |  |  |  |  |  |  |  |  |  |  |  |  |  |  |  |  |  |  |
|      |      |          |          |          |          |          |          |         |         |                |                |                               |                               |                               |                               |                               |                               |       |       |       |       |                                              |                                              |                                              |                                              |                                              |                                              |  |  |           |           |           |           |           |           |       |       |              |              |              |              |              |              |          |          |                  |                  |                  |                  |                  |                  |           |           |         |         |  |  |  |  |  |  |  |  |  |  |  |  |  |  |  |  |  |  |  |  |  |  |  |  |  |  |  |  |  |  |  |  |
|      |      |          |          |          |          |          |          |         |         |                |                | Izmael                        | Izmael                        | Izmael                        | Izmael                        | Izmael                        | Izmael                        |       |       |       |       |                                              |                                              |                                              |                                              |                                              |                                              |  |  |           |           |           |           | Milka     | Milka     | Milka | Milka | Milka        | Milka        |              |              | Lót          | Lót          | Lót      | Lót      | Lót              | Lót              |                  |                  | Jiszka           | Jiszka           | Jiszka    | Jiszka    | Jiszka  | Jiszka  |  |  |  |  |  |  |  |  |  |  |  |  |  |  |  |  |  |  |  |  |  |  |  |  |  |  |  |  |  |  |  |  |
|      |      |          |          |          |          |          |          |         |         |                |                | Izmael                        | Izmael                        | Izmael                        | Izmael                        | Izmael                        | Izmael                        |       |       |       |       |                                              |                                              |                                              |                                              |                                              |                                              |  |  |           |           |           |           | Milka     | Milka     | Milka | Milka | Milka        | Milka        |              |              | Lót          | Lót          | Lót      | Lót      | Lót              | Lót              |                  |                  | Jiszka           | Jiszka           | Jiszka    | Jiszka    | Jiszka  | Jiszka  |  |  |  |  |  |  |  |  |  |  |  |  |  |  |  |  |  |  |  |  |  |  |  |  |  |  |  |  |  |  |  |  |
|      |      |          |          |          |          |          |          |         |         |                |                |                               |                               |                               |                               |                               |                               |       |       |       |       |                                              |                                              |                                              |                                              |                                              |                                              |  |  |           |           |           |           |           |           |       |       |              |              |              |              |              |              |          |          |                  |                  |                  |                  |                  |                  |           |           |         |         |  |  |  |  |  |  |  |  |  |  |  |  |  |  |  |  |  |  |  |  |  |  |  |  |  |  |  |  |  |  |  |  |
|      |      |          |          |          |          |          |          |         |         |                |                |                               |                               |                               |                               |                               |                               |       |       |       |       |                                              |                                              |                                              |                                              |                                              |                                              |  |  |           |           |           |           |           |           |       |       |              |              |              |              |              |              |          |          |                  |                  |                  |                  |                  |                  |           |           |         |         |  |  |  |  |  |  |  |  |  |  |  |  |  |  |  |  |  |  |  |  |  |  |  |  |  |  |  |  |  |  |  |  |
|      |      |          |          |          |          |          |          |         |         |                |                | Izmáeliták (É-Arábiai arabok) | Izmáeliták (É-Arábiai arabok) | Izmáeliták (É-Arábiai arabok) | Izmáeliták (É-Arábiai arabok) | Izmáeliták (É-Arábiai arabok) | Izmáeliták (É-Arábiai arabok) |       |       |       |       | 7 fiú                                        | 7 fiú                                        | 7 fiú                                        | 7 fiú                                        | 7 fiú                                        | 7 fiú                                        |  |  | Betúél    | Betúél    | Betúél    | Betúél    | Betúél    | Betúél    |       |       | 1. lány      | 1. lány      | 1. lány      | 1. lány      | 1. lány      | 1. lány      |          |          |                  |                  |                  |                  | 2. lány          | 2. lány          | 2. lány   | 2. lány   | 2. lány | 2. lány |  |  |  |  |  |  |  |  |  |  |  |  |  |  |  |  |  |  |  |  |  |  |  |  |  |  |  |  |  |  |  |  |
|      |      |          |          |          |          |          |          |         |         |                |                | Izmáeliták (É-Arábiai arabok) | Izmáeliták (É-Arábiai arabok) | Izmáeliták (É-Arábiai arabok) | Izmáeliták (É-Arábiai arabok) | Izmáeliták (É-Arábiai arabok) | Izmáeliták (É-Arábiai arabok) |       |       |       |       | 7 fiú                                        | 7 fiú                                        | 7 fiú                                        | 7 fiú                                        | 7 fiú                                        | 7 fiú                                        |  |  | Betúél    | Betúél    | Betúél    | Betúél    | Betúél    | Betúél    |       |       | 1. lány      | 1. lány      | 1. lány      | 1. lány      | 1. lány      | 1. lány      |          |          |                  |                  |                  |                  | 2. lány          | 2. lány          | 2. lány   | 2. lány   | 2. lány | 2. lány |  |  |  |  |  |  |  |  |  |  |  |  |  |  |  |  |  |  |  |  |  |  |  |  |  |  |  |  |  |  |  |  |
|      |      |          |          |          |          |          |          |         |         |                |                |                               |                               |                               |                               |                               |                               |       |       |       |       |                                              |                                              |                                              |                                              |                                              |                                              |  |  |           |           |           |           |           |           |       |       |              |              |              |              |              |              |          |          |                  |                  |                  |                  |                  |                  |           |           |         |         |  |  |  |  |  |  |  |  |  |  |  |  |  |  |  |  |  |  |  |  |  |  |  |  |  |  |  |  |  |  |  |  |
|      |      | Izsák    | Izsák    | Izsák    | Izsák    | Izsák    | Izsák    |         |         | Rebeka         | Rebeka         | Rebeka                        | Rebeka                        | Rebeka                        | Rebeka                        |                               |                               |       |       |       |       |                                              |                                              |                                              |                                              |                                              |                                              |  |  |           |           | Lábán     | Lábán     | Lábán     | Lábán     | Lábán | Lábán |              |              | Moábiták     | Moábiták     | Moábiták     | Moábiták     | Moábiták | Moábiták |                  |                  | Ammoniták        | Ammoniták        | Ammoniták        | Ammoniták        | Ammoniták | Ammoniták |         |         |  |  |  |  |  |  |  |  |  |  |  |  |  |  |  |  |  |  |  |  |  |  |  |  |  |  |  |  |  |  |  |  |
|      |      | Izsák    | Izsák    | Izsák    | Izsák    | Izsák    | Izsák    |         |         | Rebeka         | Rebeka         | Rebeka                        | Rebeka                        | Rebeka                        | Rebeka                        |                               |                               |       |       |       |       |                                              |                                              |                                              |                                              |                                              |                                              |  |  |           |           | Lábán     | Lábán     | Lábán     | Lábán     | Lábán | Lábán |              |              | Moábiták     | Moábiták     | Moábiták     | Moábiták     | Moábiták | Moábiták |                  |                  | Ammoniták        | Ammoniták        | Ammoniták        | Ammoniták        | Ammoniták | Ammoniták |         |         |  |  |  |  |  |  |  |  |  |  |  |  |  |  |  |  |  |  |  |  |  |  |  |  |  |  |  |  |  |  |  |  |
|      |      |          |          |          |          |          |          |         |         |                |                |                               |                               |                               |                               |                               |                               |       |       |       |       |                                              |                                              |                                              |                                              |                                              |                                              |  |  |           |           |           |           |           |           |       |       |              |              |              |              |              |              |          |          |                  |                  |                  |                  |                  |                  |           |           |         |         |  |  |  |  |  |  |  |  |  |  |  |  |  |  |  |  |  |  |  |  |  |  |  |  |  |  |  |  |  |  |  |  |
|      |      |          |          |          |          |          |          |         |         |                |                |                               |                               |                               |                               |                               |                               |       |       |       |       |                                              |                                              |                                              |                                              |                                              |                                              |  |  |           |           |           |           |           |           |       |       |              |              |              |              |              |              |          |          |                  |                  |                  |                  |                  |                  |           |           |         |         |  |  |  |  |  |  |  |  |  |  |  |  |  |  |  |  |  |  |  |  |  |  |  |  |  |  |  |  |  |  |  |  |
|      |      | Ézsau    | Ézsau    | Ézsau    | Ézsau    | Ézsau    | Ézsau    |         |         | Jákob (Izráel) | Jákob (Izráel) | Jákob (Izráel)                | Jákob (Izráel)                | Jákob (Izráel)                | Jákob (Izráel)                |                               |                               |       |       |       |       |                                              |                                              |                                              |                                              |                                              |                                              |  |  |           |           |           |           |           |           |       |       |              |              |              |              |              |              |          |          |                  |                  |                  |                  | Ráhel            | Ráhel            | Ráhel     | Ráhel     | Ráhel   | Ráhel   |  |  |  |  |  |  |  |  |  |  |  |  |  |  |  |  |  |  |  |  |  |  |  |  |  |  |  |  |  |  |  |  |
|      |      | Ézsau    | Ézsau    | Ézsau    | Ézsau    | Ézsau    | Ézsau    |         |         | Jákob (Izráel) | Jákob (Izráel) | Jákob (Izráel)                | Jákob (Izráel)                | Jákob (Izráel)                | Jákob (Izráel)                |                               |                               |       |       |       |       |                                              |                                              |                                              |                                              |                                              |                                              |  |  |           |           |           |           |           |           |       |       |              |              |              |              |              |              |          |          |                  |                  |                  |                  | Ráhel            | Ráhel            | Ráhel     | Ráhel     | Ráhel   | Ráhel   |  |  |  |  |  |  |  |  |  |  |  |  |  |  |  |  |  |  |  |  |  |  |  |  |  |  |  |  |  |  |  |  |
|      |      |          |          |          |          |          |          |         |         |                |                |                               |                               |                               |                               |                               |                               |       |       |       |       |                                              |                                              |                                              |                                              |                                              |                                              |  |  |           |           |           |           |           |           |       |       |              |              |              |              | Bilha        |              |          |          |                  |                  |                  |                  |                  |                  |           |           |         |         |  |  |  |  |  |  |  |  |  |  |  |  |  |  |  |  |  |  |  |  |  |  |  |  |  |  |  |  |  |  |  |  |
|      |      |          |          |          |          |          |          |         |         |                |                |                               |                               |                               |                               |                               |                               |       |       |       |       |                                              |                                              |                                              |                                              |                                              |                                              |  |  |           |           |           |           |           |           |       |       |              |              |              |              |              |              |          |          |                  |                  |                  |                  |                  |                  |           |           |         |         |  |  |  |  |  |  |  |  |  |  |  |  |  |  |  |  |  |  |  |  |  |  |  |  |  |  |  |  |  |  |  |  |
|      |      | Edomiták | Edomiták | Edomiták | Edomiták | Edomiták | Edomiták |         |         |                |                |                               |                               |                               |                               |                               |                               |       |       |       |       |                                              |                                              |                                              |                                              |                                              |                                              |  |  |           |           |           |           | Zilpa     | Zilpa     | Zilpa | Zilpa | Zilpa        | Zilpa        |              |              |              |              |          |          |                  |                  |                  |                  |                  |                  |           |           |         |         |  |  |  |  |  |  |  |  |  |  |  |  |  |  |  |  |  |  |  |  |  |  |  |  |  |  |  |  |  |  |  |  |
|      |      |          | Edomiták | Edomiták | Edomiták | Edomiták | Edomiták |         |         |                |                |                               |                               |                               |                               |                               |                               |       |       |       |       |                                              |                                              |                                              |                                              |                                              |                                              |  |  |           |           |           |           | Zilpa     | Zilpa     | Zilpa | Zilpa | Zilpa        | Zilpa        |              |              |              |              |          |          |                  |                  |                  |                  |                  |                  |           |           |         |         |  |  |  |  |  |  |  |  |  |  |  |  |  |  |  |  |  |  |  |  |  |  |  |  |  |  |  |  |  |  |  |  |
|      |      |          |          |          |          |          |          |         |         |                |                |                               |                               |                               |                               |                               |                               |       |       |       |       |                                              |                                              |                                              |                                              | Lea                                          |                                              |  |  |           |           |           |           |           |           |       |       |              |              |              |              |              |              |          |          |                  |                  |                  |                  |                  |                  |           |           |         |         |  |  |  |  |  |  |  |  |  |  |  |  |  |  |  |  |  |  |  |  |  |  |  |  |  |  |  |  |  |  |  |  |
|      |      |          |          |          |          |          |          |         |         |                |                |                               |                               |                               |                               |                               |                               |       |       |       |       |                                              |                                              |                                              |                                              |                                              |                                              |  |  |           |           |           |           |           |           |       |       |              |              |              |              |              |              |          |          |                  |                  |                  |                  |                  |                  |           |           |         |         |  |  |  |  |  |  |  |  |  |  |  |  |  |  |  |  |  |  |  |  |  |  |  |  |  |  |  |  |  |  |  |  |
|      |      |          |          |          |          |          |          |         |         |                |                |                               |                               |                               |                               |                               |                               |       |       |       |       |                                              |                                              |                                              |                                              |                                              |                                              |  |  |           |           |           |           |           |           |       |       |              |              |              |              |              |              |          |          |                  |                  |                  |                  |                  |                  |           |           |         |         |  |  |  |  |  |  |  |  |  |  |  |  |  |  |  |  |  |  |  |  |  |  |  |  |  |  |  |  |  |  |  |  |
|      |      |          |          |          |          |          |          |         |         |                |                |                               |                               |                               |                               |                               |                               |       |       |       |       | Rúben, Simeon, Lévi, Júda, Izsakhár, Zebulon | Rúben, Simeon, Lévi, Júda, Izsakhár, Zebulon | Rúben, Simeon, Lévi, Júda, Izsakhár, Zebulon | Rúben, Simeon, Lévi, Júda, Izsakhár, Zebulon | Rúben, Simeon, Lévi, Júda, Izsakhár, Zebulon | Rúben, Simeon, Lévi, Júda, Izsakhár, Zebulon |  |  | Gád, Áser | Gád, Áser | Gád, Áser | Gád, Áser | Gád, Áser | Gád, Áser |       |       | Dán, Naftali | Dán, Naftali | Dán, Naftali | Dán, Naftali | Dán, Naftali | Dán, Naftali |          |          | József, Benjámin | József, Benjámin | József, Benjámin | József, Benjámin | József, Benjámin | József, Benjámin |           |           |         |         |  |  |  |  |  |  |  |  |  |  |  |  |  |  |  |  |  |  |  |  |  |  |  |  |  |  |  |  |  |  |  |  |